# Konstytucja Związku Socjalistycznych Republik Radzieckich

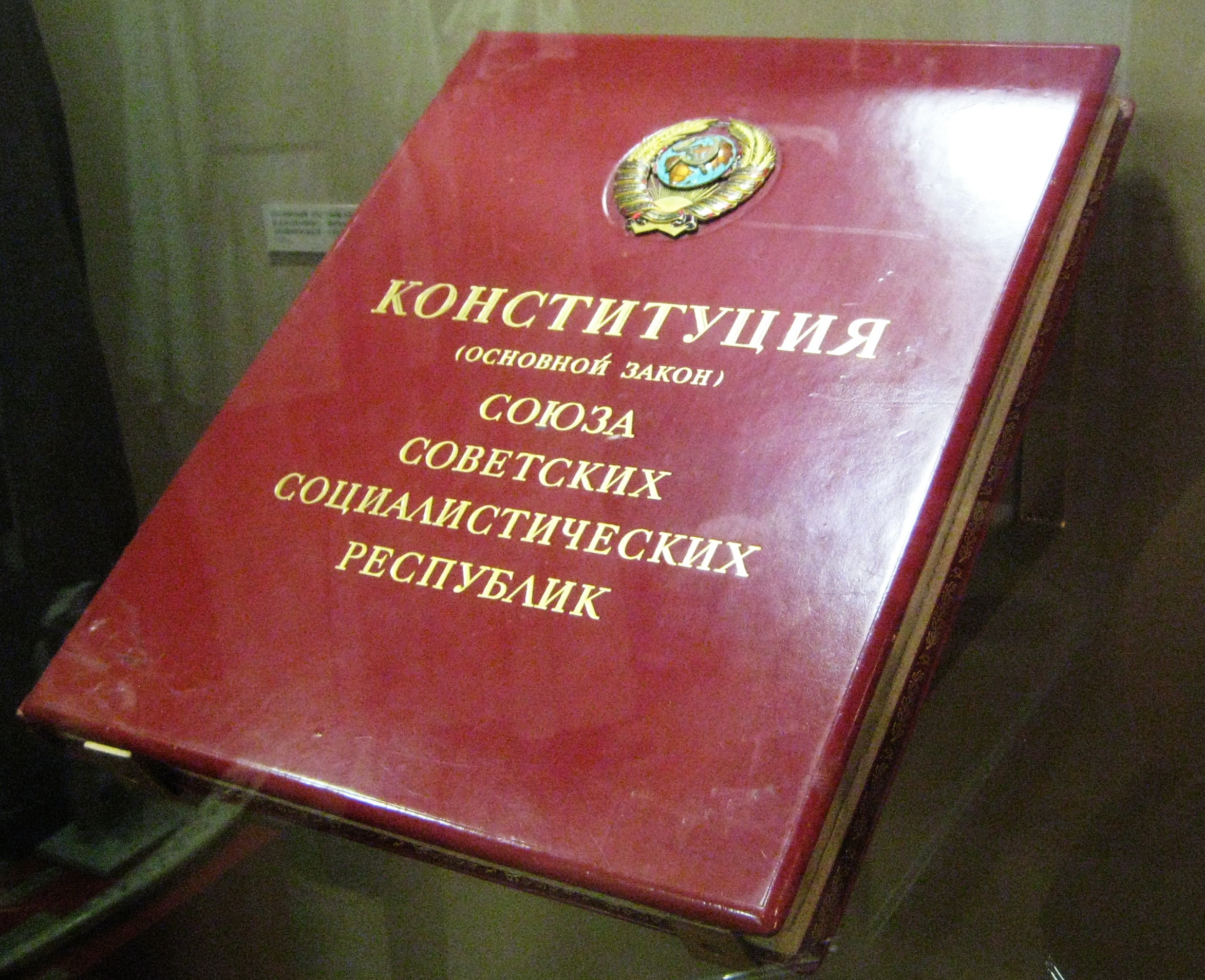
Egzemplarz konstytucji ZSRR

Związek Socjalistycznych Republik Radzieckich w swej historii od 1922 r. doczekał się trzech Konstytucji: z 1924 (było to raczej uzupełnienie deklaracji o powstaniu ZSRR z 30 XII 1922 r.), 1936 (zwana także "konstytucją stalinowską") i 1977 roku. Podwaliny pod pierwszą konstytucję ZSRR położyła Konstytucja Rosji z 1918 roku.

## Ważne cechy konstytucji z 1924
- Była to pierwsza radziecka konstytucja o charakterze federalnym. Dołączono do niej, jako drugą część, umowę związkową podpisaną 30 grudnia 1922 roku, na mocy której powstał Związek Socjalistycznych Republik Radzieckich.
- Wszystkie państwa Związku mogły z niego swobodnie wystąpić, jednakże inne kraje związkowe mogły udzielić bratniej pomocy w razie zagrożenia socjalizmu.
- Kompetencje Związku były bardzo szerokie, suwerenność republik związkowych praktycznie nie istniała.
- Władzę ustawodawczą pełnił Centralny Komitet Wykonawczy Rad ZSRR, podzielony na dwie izby – Radę Związku i Radę Narodowości.
- Organem nadrzędnym był Zjazd Rad Delegatów.
- Organem władzy wykonawczej była Rada Komisarzy Ludowych.

## Ważne cechy konstytucji z 1936
- Według jej postanowień ZSRR był „socjalistycznym państwem robotników i chłopów”.
- Wszyscy obywatele ZSRR mieli formalnie równe prawa.
- Zlikwidowano Zjazd Rad i CKW ZSRR. Ich kompetencje – uchwalania i zmiany obowiązującej konstytucji, a przede wszystkim ustawodawcze – przejęła Rada Najwyższa ZSRR. Była ona podzielona na dwie izby – Radę Związku i Radę Narodowości.
- Usankcjonowano centralistyczny system zarządzania gospodarką.
- Każdej republice związkowej w dalszym ciągu przysługiwało prawo swobodnego wystąpienia z ZSRR, jednakże inne kraje związkowe mogły udzielić bratniej pomocy w razie zagrożenia socjalizmu
- Po raz pierwszy w konstytucji wspomniano o kierowniczej roli Wszechzwiązkowej Komunistycznej Partii (bolszewików).

Konstytucja z 1936 roku była wielokrotnie zmieniana. Ukształtowała ona zasadniczy kształt ustroju ZSRR do końca istnienia tego państwa. Jej prawidłowością były istotne różnice między teorią a praktyką konstytucyjną:
- system monopartyjny
- brak organów ochrony praw obywatelskich – faktyczny brak praw (np. w teorii gwarantowano 7-godzinny dzień pracy, a już 26.06.1940 uchwałą Rady Komisarzy Ludowych wydłużono go do 8 godzin)[1].
- quasi-przedstawicielski parlament
- centralne rządzenie państwem – republiki nie posiadały żadnej samodzielności.
- najważniejsze organy WKP(b)/KPZR faktycznie sprawujące władzę w państwie – sekretarz generalny, Biuro Polityczne i Komitet Centralny – znajdowały się w ogóle ponad prawem.

Konstytucja z 1936 roku była jedną z najczęściej zmienianych ustaw zasadniczych na świecie. Łącznie dokonano w jej treści 42 poprawki, w tym:

- 1938 – 2 razy,
- 1939 – 1 raz,
- 1940 – 2 razy,
- 1941 – 1 raz,
- 1944 – 1 raz,
- 1947 – 1 raz,
- 1950 – 1 raz,
- 1953 – 2 razy,
- 1954 – 1 raz,
- 1955 – 1 raz,
- 1956 – 2 razy,
- 1957 – 4 razy,
- 1958 – 1 raz,
- 1960 – 2 razy,
- 1961 – 1 raz,
- 1962 – 2 razy,
- 1963 – 1 raz,
- 1964 – 1 raz,
- 1965 – 2 razy,
- 1966 – 1 raz,
- 1967 – 1 raz,
- 1968 – 2 razy,
- 1969 – 2 razy,
- 1970 – 2 razy,
- 1972 – 1 raz,
- 1973 – 1 raz,
- 1974 – 1 raz,
- 1975 – 1 raz,
- 1976 – 1 raz.

## Ważne cechy konstytucji z 1977 roku
W konstytucji tej główną zmianą była zmiana kolejności rozdziałów, niektórzy twierdzą, że zakończyła ona "wychładzanie" rewolucji październikowej i zaczęła erę stagnacji w ZSRR, co spowodowało upadek.
- Partia komunistyczna była przewodnią siłą społeczeństwa radzieckiego.
- Struktura i kompetencje władzy ustawodawczej i wykonawczej pozostały bez zmian.

W konstytucji znalazł się przepis gwarantujący poszanowanie w ZSRR praw człowieka wynikających z umów międzynarodowych. Znalazł się w niej również art. 39 mówiący o tym, że „korzystanie przez obywateli z praw i wolności nie może przynosić uszczerbku interesom społeczeństwa i państwa’.

## Konstytucja ZSRR w czasie pierestrojki i głasnosti
W 1985 Sekretarzem Generalnym KC KPZR został Michaił Gorbaczow, który zainicjował politykę pierestrojki (przebudowy, zmiany stosunków społeczno-politycznych) i głasnosti (jawności życia politycznego), dokonano wtedy bardzo istotnych zmian konstytucji. Reformę konstytucyjną zapoczątkowano w 1988 roku.
- Wprowadzono urząd prezydenta ZSRR w marcu 1990 roku. Była to próba prawnego określenia kompetencji Sekretarza Generalnego. Prezydent miał być głową państwa, wybieraną w wyborach powszechnych na pięcioletni okres, przy czym mógł sprawować swój urząd tylko dwie kadencje. Do jego kompetencji zaliczyć można:
  - Mianowanie i odwoływanie, na wniosek i za zgodą Rady Najwyższej, Prezesa Rady Ministrów, poszczególnych ministrów oraz bieżące kierowanie pracami rządu.
  - Prezydent był naczelnym dowódcą sił zbrojnych, najwyższym reprezentantem państwa na zewnątrz, podpisywał umowy międzynarodowe.
  - Miał prawo wydawania dekretów i rozporządzeń, przysługiwało mu także prawo zawieszania wykonywania aktów normatywnych organów administracji państwowej niższego szczebla oraz zmiany takich aktów, jeśli byłyby one sprzeczne z ustawodawstwem centralnym.
  - Do jego wyłącznych kompetencji należało wprowadzanie stanu wyjątkowego lub wojennego.
  - Zjazd Deputowanych Ludowych był drugim, po Prezydencie, organem państwowym powołanym w czasach pierestrojki. Organ ten ukonstytuował się po wyborach z 26 marca 1989 roku, na pierwszej sesji, która odbyła się w dniach 25 maja – 9 czerwca 1989. Zjazd miał kompetencje naczelnej władzy ustawodawczej, mógł uchwalać i zmieniać obowiązującą konstytucję. Musiał wyrażać zgodę na powołanie premiera. Po raz pierwszy w historii jego uprawnienia nie były już czysto teoretyczne.